# Take Me Home Tonight
Take Me Home Tonight és una pel·lícula de comèdia estrenada al març del 2011, dirigida per Michael Dowse i protagonitzada per Topher Grace, Anna Faris, Dan Fogler, Michelle Trachtenberg i Chris Pratt. La producció de la pel·lícula va començar el febrer del 2007 a Phoenix (Arizona), EUA.

## Argument
Comencen les aventures dels universitaris graduats: Matt Franklin (Topher Grace), la seva germana bessona Wendy (Anna Faris) i el seu millor amic, Barry Nathan (Dan Fogler), intentaran descobrir què fer amb les seves vides.

## Repartiment
- Topher Grace com a Matt Franklin
- Anna Faris com a Wendy Franklin
- Dan Fogler com a Barry Nathan
- Teresa Palmer com a Tori Frederking
- Demetri Martin com a empleat a Goldman Sachs
- Michelle Trachtenberg com a Kitchelle Storms
- Michael Ian Black com a Pete
- Michael Biehn com a policia
- Chris Pratt com a Kyle Masterson
- Robert Hoffman com a Tyler
- Nathalie Kelley com a Beth
- Lucy Punch com a Shelly
- Candace Kroslak com a Ally
- Jay Jablonski com a Benji
- Edwin Hodge com a Bryce
- Meghan Stansfield com a Claire